# Nanda Collection
Nanda Collection (jap. なんだこれくしょん Nandakorekushon?, pol. "Kolekcja 'Co to jest?'") – drugi pełny album studyjny Japońskiej piosenkarki Kyary Pamyu Pamyu, wydany 26 czerwca 2013 roku przez Warner Music Japan. Został numerem jeden na tygodniowej liście albumów Oricona, stając się pierwszym albumem na pierwszym miejscu w karierze Kyary.

## Utwory
| Nr  | Tytuł utworu          | Oryginalny tytuł                             | Długość |
| --- | --------------------- | -------------------------------------------- | ------- |
| 1.  | „Nanda Collection”    | なんだこれくしょん (Nandakorekushon)         | 0:47    |
| 2.  | „Ninja Re Bang Bang”  | にんじゃりばんばん (Ninjaribanban)           | 4:26    |
| 3.  | „Kimi ni 100 Percent” | キミに100パーセント (Kimi ni Hyaku Pasento)  | 3:20    |
| 4.  | „Super Scooter Happy” | Super Scooter Happy (cover Capsule)          | 5:54    |
| 5.  | „Invader Invader”     | インベーダーインベーダー (Inbeda inbeda)     | 4:11    |
| 6.  | „Mi”                  | み (Mi)                                      | 4:12    |
| 7.  | „Fashion Monster”     | ファションモンスター (Fasshon Monsuta)       | 4:37    |
| 8.  | „Saigo no Ice Cream”  | さいごのアイスクリーム(Saigo no Aisukuriumu) | 4:10    |
| 9.  | „Noriko to Norio”     | のりことのりお (Noriko to Norio)             | 3:17    |
| 10. | „Furisodeshon”        | ふりそでーしょん (Furisodeshon)              | 4:06    |
| 11. | „Kura Kura”           | くらくら (Kura kura)                         | 2:49    |
| 12. | „Otona na Kodomo”     | おとななこども (Otona na Kodomo)             | 5:31    |
|     |                       |                                              | 47:20   |